# Северноселькупская письменность
Северносельку́пская пи́сьменность — письменность северноселькупского языка. За время своего существования неоднократно реформировалась. В настоящее время селькупская письменность функционирует на кириллице. В истории северноселькупской письменности выделяется 3 этапа:
- 1931—1937 годы — письменность на основе латиницы
- 1937—1950-е годы — письменность на основе кириллицы
- с 1980-х годов — возобновление письменности на основе кириллицы

## Дописьменный период
До появления опытов письменности у разных групп селькупов известны лишь вырезавшиеся ими на дереве знаки для обозначения чисел (палочки — единицы, крестики — десятки, звёздочки — сотни), а также тамги, использовавшиеся в качестве подписи.

## Латинизированный алфавит
В 1931 году в ходе процесса латинизации и создания письменностей для народов СССР был разработан северноселькупский латинизированный алфавит. По первоначальному проекту он имел следующий вид: A a, B в, Ç ç, D d, E e, Ə ə, G g, Ƣ ƣ, I i, J j, K k, L l, M m, N n, Ŋ ŋ, O o, Ɵ ɵ, P p, Q q, R r, S s, Ş ş, T t, U u, W w, Y y, Z z, Ʒ ʒ, Ь ь, Æ æ.
Однако в итоге был введён несколько изменённый вариант алфавита (его диалектной базой был выбран один из тазовских диалектов, как имеющий наибольшее число носителей и наименее подвергнувшийся русскому влиянию):
| A a | Ā ā | B ʙ | Ç ç | D d | E e | Ə ə | Æ æ | F f | G g | H h | I i |
| Ь ь | J j | K k | L l | Ļ ļ | M m | N n | Ņ ņ | Ŋ ŋ | O o | Ɵ ɵ | P p |
| Q q | R r | S s | Ş ş | T t | Ţ ţ | U u | W w | Y y | Z z |     |     |

Буквы D d, F f, H h употреблялись только в заимствованиях. На этом алфавите был издан букварь «Ņarqь wəttь» (в нём вместо букв Ç ç и Ş ş использовались Ꞓ ꞓ и Ꞩ ꞩ) и другая учебная литература.

## Кириллица
В 1937 году северноселькупский алфавит, как и алфавиты всех остальных письменных языков народов Севера, был переведён на кириллицу. Книгоиздание на этом алфавите началось в 1940 году. Первый кириллический букварь содержал все буквы русского алфавита, а также знаки аʼ, нг, оʼ, оа, уʼ, эʼ.
Следующее северноселькупское издание (букварь) увидело свет в 1953 году. Алфавит, приведённый в этом букваре, включает все буквы русского алфавита, а также знаки еʼ, кʼ, нʼ, уʼ
С середины 1950-х годов северноселькупская письменность перестала функционировать — не издавалась литература, было прекращено преподавание языка в школе. Единственным исключением стала публикация двух северноселькупских песен в сборнике «Северные россыпи» в 1962 году.
Возрождение северноселькупской письменности произошло в 1980-е годы. В 1986 году вышел новый северноселькупский букварь (на среднетазовском диалекте), за ним последовала и другая литература, возобновились преподавание северноселькупского языка в школах. В первом из изданных в 1980-е годы словаре использовался следующий алфавит: А а, Б б, В в, Г г, Д д, Е е, Ё ё, Ж ж, З з, И и, й, К к, Ӄ ӄ, Л л, М м, Н н, Ӈ ӈ, О о, Ө ө, П п, Р р, С с, Т т, У у, Ӱ ӱ, Ф ф, Х х, Ц ц, Ч ч, Ш ш, Щ щ, ъ, Ы ы, ь, Э э, Ю ю, Я я. Позднее в алфавит были дополнительно введены буквы Ӧ ӧ и Ә ә.
С начала 2000-х годов алфавит северноселькупского литературного языка дополнился буквами Ӓ ӓ и І і и принял следующий вид.:
| А а | Ӓ ӓ | Б б | В в | Г г | Д д | Е е | Ә ә | Ё ё | Ж ж | З з |
| И и | І і | Й й | К к | Ӄ ӄ | Л л | М м | Н н | Ӈ ӈ | O o | Ө ө |
| Ӧ ӧ | П п | Р р | С с | Т т | У у | Ӱ ӱ | Ф ф | Х х | Ц ц | Ч ч |
| Ш ш | Щ щ | Ъ ъ | Ы ы | Ь ь | Э э | Ю ю | Я я |     |     |     |

- Для обозначения долгих гласных используется горизонтальная черта над буквой (макрон).
- Буквы Б б, Г г, Д д, Ж ж, З з, Ф ф, Х х, Ц ц, Щ щ, Ъ ъ используются только в заимствованиях из русского языка[12].